# Эдкок, Хью
Хью Э́дкок (англ. Hugh Adcock; 10 апреля 1903 — 16 октября 1975), также известный как Хью́и Э́дкок (англ. Hughie Adcock) — английский футболист, нападающий. Выступал за клубы «Лестер Сити» и «Бристоль Роверс», провёл 5 матчей за национальную сборную Англии.

## Биография
Родился в городе Коулвилл (Лестершир) в семье рабочего угольной шахты Чарльза Фредерика и горничной Элизы Марии (в девичестве Хитон). Окончил школу «Олл Сейнтс» в Коулвилле. По данным переписи населения на 1921 год, работал на угольной шахте.
В июне 1930 года женился на Дорис Хортон, на свадебной церемонии невеста в качестве подарка получила «счастливую» подкову в цветах «Лестер Сити». У пары родился сын Хью Эдкок.

## Клубная карьера
Играл за команду «Коулвилл Свифтс». В декабре 1921 года стал игроком «Лафборо Коринтианс», в составе которого получил первую заработную плату. Им интересовался клуб «Гримсби Таун», но в итоге Эдкок перешёл в «Лестер Сити» за «существенную сумму». 29 августа 1925 года в матче против «Ливерпуля» Эдкок дебютировал за клуб. В составе команды провёл двенадцать лет и стал победителем Второго дивизиона в сезоне 1924/25.
В июле 1935 года стал игроком «Бристоль Сити», в составе которого провёл один сезон. После этого выступал за «Фолкстон» в Южной лиге, а также за «Ибсток Пенистон Роверс».

## Карьера в сборной
Дебютировал в составе сборной Англии 9 мая 1929 года в матче против сборной Франции. 20 ноября в матче Домашнего чемпионата Британии против сборной Уэльса забил первый гол за национальную сборную.

## Достижения
- Победитель Второго дивизиона (в составе «Лестер Сити»): 1924/25
- Победитель Домашнего чемпионата Британии (в составе сборной Англии): 1929/30

## После завершения карьеры
После завершения карьеры тренировал команды Высшей лиги Лестершира — угольной шахты «Уитвик» и «Коулвилл Таун». Управлял магазином Horse and Trumpet в Силби. Работал инженером по техническому обслуживанию на фабрике Clutsom and Kemp.
Умер 16 октября 1975 года в возрасте 72 лет.